# 大館ケーブルテレビ

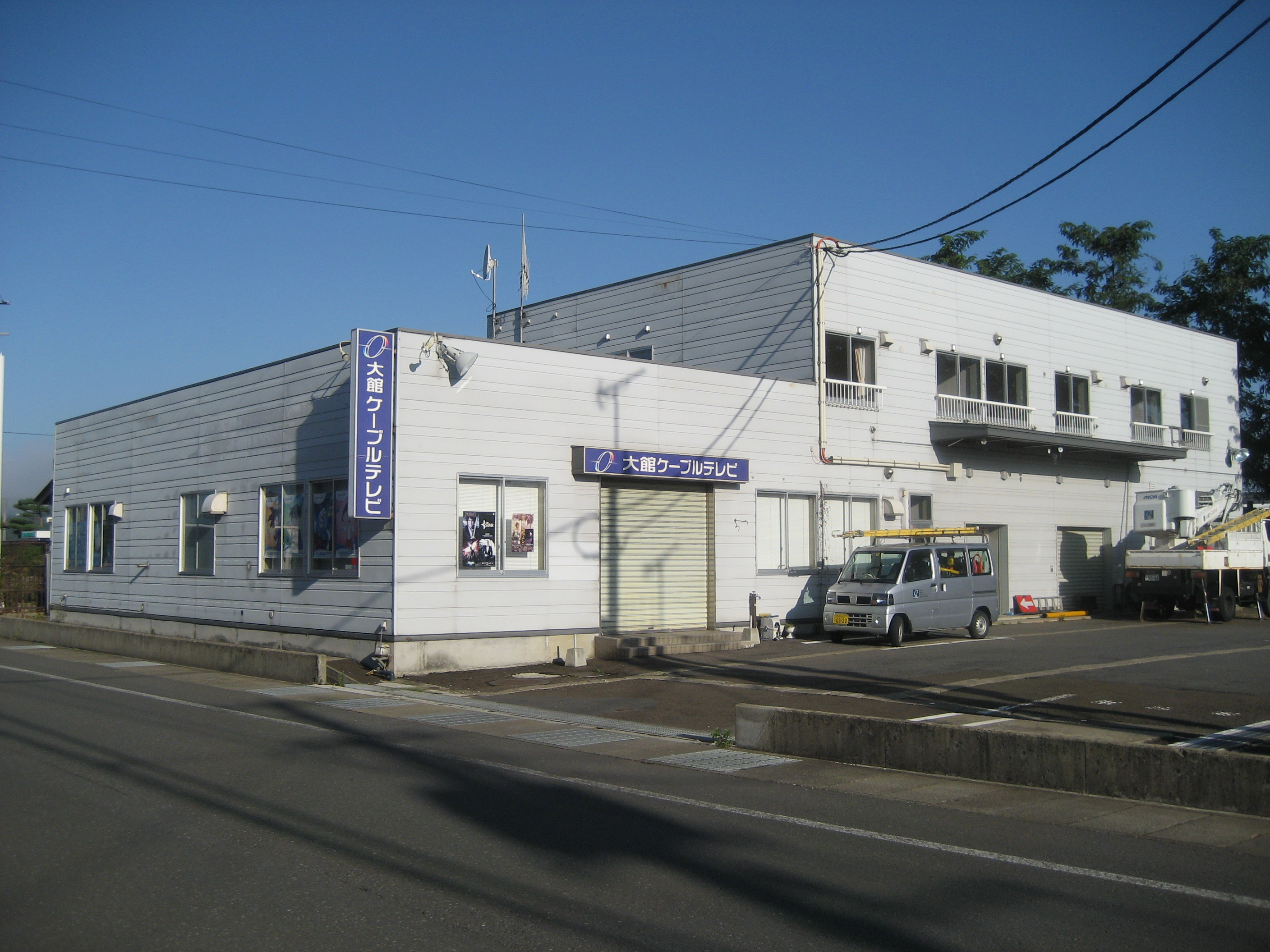
大館ケーブルテレビ

大館ケーブルテレビ（おおだてケーブルテレビ）は、秋田県大館市にあるケーブルテレビ局である。

## 概要
経営はTikiTikiインターネットを運営する株式会社エヌディエス子会社のニューデジタルケーブル株式会社（本社：花巻ケーブルテレビ内）が行っている。2006年9月運用開始。
光ケーブルを使用したテレビ放送・インターネット接続サービス、およびケーブルテレビカードによる会員優待割引などを行っている。IP電話のサービスを行ってるほかKDDIによる固定電話の電話サービス「ケーブルプラス電話」を2014年6月1日にサービスを開始した。
また、コミュニティチャンネルの番組は地元紙・北鹿新聞のラテ欄に掲載している。

## 所在地
- 秋田県大館市清水1-5-15

## サービスエリア
- 相染沢中岱、青葉町、赤館、赤館町、芦田子、有浦1 - 6丁目、池内道上、池内道下、板子石境、泉町、一心院南、一本杉、裏町、池内字上野、池内字田中、上町、餌釣字沢、扇田道下、大田面、大館、大町、御成町1 - 4丁目
- 片町、片山（字中通、字浮島、字八坂）、片山町1 - 3丁目、桂城、金坂、金坂後、柄沢字稲荷山下、柄沢字丸山下、柄沢字狐台、柄沢字山王台、柄沢字大沢尻、柄沢字長橋、柄沢字柄沢、観音堂、北神明町、小釈迦内道上、小釈迦内道下、小館町、小館花字古館下、小館花字山根ヒトロ、小館花字萩野台
- 桜町、桜町南、幸町、三ノ丸、清水1 - 5丁目、清水堰合、下代野、城西町、新町、水門町、水門前、住吉町、象ヶ鼻、釈迦内字（稲荷山下、家後、板子石境、小釈迦内、台野道下、台野道上、堤下、羽生下、山神社後、山道上、街道上、街道端、上清水、上袋、獅子ヶ森、下清水、館、塚ノ台、土肥、長袋、高舘下、釈迦内、下大留、二ツ森、萩長森下、相染台、上大留、山神石、中台、桜下、狼穴、家下）
- 代野、館下、常盤木町、土飛山下、鉄砲場
- 中城、中神明町、中町、中道1 - 3丁目、長木川南、長倉、七曲岱、二本杉後、根下戸新町、根下戸町
- 馬喰町、八幡、八幡沢岱、東台1 - 7丁目、古川町、部垂町
- 御坂町、美園町、南神明町、向町、餅田
- 谷地町、谷地町後、豊町

## 主な放送チャンネル

### 地上波系列別再送信局
| NHK-G   | NHK-E   | NNN/NNS  | ANN          | JNN        | TXN | FNN/FNS    | JAITS |
| ------- | ------- | -------- | ------------ | ---------- | --- | ---------- | ----- |
| NHK秋田 | NHK秋田 | 秋田放送 | 秋田朝日放送 | 青森テレビ |     | 秋田テレビ |       |

### テレビ局
| デジタル | 放送局                                    |
| -------- | ----------------------------------------- |
| TV011    | NHK総合・秋田                             |
| TV021    | NHK Eテレ秋田                             |
| TV041    | 秋田放送                                  |
| TV051    | 秋田朝日放送                              |
| TV061    | 青森テレビ                                |
| TV081    | 秋田テレビ                                |
| TV121    | コミュニティチャンネル おおだてチャンネル |
| BS101    | NHK BS                                    |
| BS102    | NHKBSのサブチャンネル                     |
| BS141    | BS日テレ                                  |
| BS151    | BS朝日                                    |
| BS161    | BS-TBS                                    |
| BS171    | BSテレ東                                  |
| BS181    | BSフジ                                    |
| BS191    | WOWOW                                     |
| BS200    | BS10                                      |
| BS201    | BS10スターチャンネル                      |
| BS211    | BS11                                      |
| BS222    | TwellV（トゥエルビ）                      |
| BS231    | 放送大学テレビ                            |
| BS234    | グリーンチャンネル                        |
| BS236    | BSアニマックス                            |
| BS242    | J SPORTS 1                                |
| BS243    | J SPORTS 2                                |
| BS244    | J SPORTS 3                                |
| BS245    | J SPORTS 4                                |
| BS251    | BS釣りビジョン                            |
| BS252    | WOWOWプラス                               |
| BS255    | 日本映画専門チャンネル                    |
| BS256    | ディズニー・チャンネル                    |
| BS260    | J:COM BS                                  |
| BS265    | BSよしもと                                |
| BS531    | 放送大学ラジオ                            |
| BS4K101  | NHK BSプレミアム4K                        |
| BS8K102  | NHK BS8K                                  |
| BS4K141  | BS日テレ 4K                               |
| BS4K151  | BS朝日 4K                                 |
| BS4K161  | BS-TBS 4K                                 |
| BS4K171  | BSテレ東 4K                               |
| BS4K181  | BSフジ 4K                                 |
| BS4K211  | ショップチャンネル 4K                     |
| BS4K221  | 4K QVC                                    |
| 700      | えんてれ                                  |
| 710      | ショップチャンネル                        |
| 721      | フジテレビTWO                             |
| 722      | MONDO TV                                  |
| 725      | LaLa TV                                   |
| 728      | フジテレビNEXT                            |
| 730      | J sports 3                                |
| 731      | J sports 1                                |
| 732      | J sports 2                                |
| 736      | 日テレジータス                            |
| 737      | ゴルフネットワーク                        |
| 739      | フジテレビONE                             |
| 751      | ファミリー劇場                            |
| 752      | 日本映画専門チャンネル                    |
| 753      | 時代劇専門チャンネル                      |
| 754      | Dlife                                     |
| 756      | ムービープラス                            |
| 759      | ザ・シネマ                                |
| 763      | 衛星劇場                                  |
| 764      | 東映チャンネル                            |
| 770      | スペースシャワーTV                        |
| 774      | 歌謡ポップスチャンネル                    |
| 781      | キッズステーション                        |
| 782      | アニマックス                              |
| 790      | 日経CNBC                                  |
| 793      | 日テレNEWS24                              |
| 797      | アニマルプラネット                        |
| 799      | ナショナル ジオグラフィック               |
| 810      | グリーンチャンネル                        |
| 811      | グリーンチャンネル2                       |
| 812      | SPEEDチャンネル                           |
| 950      | プレイボーイチャンネル                    |
| 951      | レインボーチャンネル                      |
| 952      | ミッドナイト・ブルー                      |
| 953      | パラダイステレビ                          |
| 954      | ピンクチェリー                            |

- 2008年10月30日から、TBS系列の青森テレビ（地上デジタル放送のみ）の区域外再放送を開始。なお青森放送と青森朝日放送は秋田県に系列局があることから再送信していない。
- デジタルTVはJC-HITSを使用している。
- BS放送はBSチューナー（BSチューナー内蔵テレビ）で直接受信出来る方式（パススルー方式）の再送信である[2]。
- デジアナ変換は2015年3月17日 14:00をもって終了。